# Ectecephala boliviensis
Ectecephala boliviensis är en tvåvingeart som först beskrevs av Becker 1912.  Ectecephala boliviensis ingår i släktet Ectecephala och familjen fritflugor. Inga underarter finns listade i Catalogue of Life.